# Чемпіонат світу з трейлу 2018
Чемпіонат світу з трейлу 2018 був проведений 12 травня на трейлевій трасі, прокладеній в іспанській області Валенсія. Спортсмени стартували в місті Кастельйон-де-ла-Плана та повинні були не пізніше, ніж за 15 годин подолати трасу довжиною 85,3 км з фінішем на горі Пеньяголоса на висоті 1280 метрів над рівнем моря.
Були розіграні 4 комплекти медалей (по 2 в особистому та командному заліках серед чоловіків та жінок).  Кожна країна мала право заявити до участі в чемпіонаті по 9 спортсменів кожної статті. З них мали бути зазделегідь визначені шестеро, результати яких брались організаторами змагань для визначення місць країн-учасниць у командному заліку.
Кількісний та персональний склади збірної України на чемпіонат світу (загалом 9 чоловіків та 6 жінок) був затверджений Виконавчим комітетом ФЛАУ 30 березня та 2 травня 2018 року відповідно.
Іспанець Луіс Альберто Ернандо став чемпіоном світу з трейлу втретє поспіль в своїй кар'єрі.

## Медалісти

### Чоловіки
| Першість | Золото                                                               | Золото   | Срібло                                               | Срібло   | Бронза                                         | Бронза   |
| -------- | -------------------------------------------------------------------- | -------- | ---------------------------------------------------- | -------- | ---------------------------------------------- | -------- |
| Особиста | Луіс Альберто Ернандо (ESP)                                          | 8:38.35  | Крістофер Клементе (ESP)                             | 8:46.19  | Томас Еванс (GBR)                              | 8:49.35  |
| Командна | Іспанія Луіс Альберто Ернандо Крістофер Клементе Пабло Мануель Вілья | 26:45.08 | Велика Британія Томас Еванс Джонатан Олбон Раян Сміт | 27:09.06 | Франція Людовік Поммере Ромен Маяр Адрієн Мішо | 27:44.52 |

### Жінки
| Першість | Золото                                       | Золото   | Срібло                                         | Срібло   | Бронза                                         | Бронза   |
| -------- | -------------------------------------------- | -------- | ---------------------------------------------- | -------- | ---------------------------------------------- | -------- |
| Особиста | Рагна Дебац (NLD)                            | 9:55.00  | Лая Каньєс (ESP)                               | 10:11.11 | Клер Мугель (FRA)                              | 10:15.23 |
| Командна | Іспанія Лая Каньєс Гемма Аренас Майте Майора | 31:05.29 | Франція Клер Мугель Аделін Рош Амандін Феррато | 31:37.33 | США Клер Галлахер Кейтлін Гербін Сабріна Літтл | 32:01.44 |

## Виступ українців
В командному заліку українська збірна посіла на чемпіонаті 24 місце серед чоловічих та 16 місце серед жіночих команд.

### Чоловіки
| Місце | Атлет              | Результат |
| ----- | ------------------ | --------- |
| 78    | Сергій Сапіга      | 10:52.38  |
| 92    | Андрій Півень      | 11:22.02  |
| 108   | Володимир Картавий | 11:48.35  |
| 114   | Олексій Мельник    | 12:05.39  |
| 114   | Богдан Онищенко    | 12:05.39  |
| 147   | Костянтин Железов  | 13:56.21  |
| 148   | Валерій Шипунов    | 14:05.50  |
| 156   | Володимир Семенюк  | 14:47.10  |

### Жінки
| Місце | Атлетка           | Результат |
| ----- | ----------------- | --------- |
| 40    | Юлія Тарасова     | 12:07.02  |
| 59    | Кристина Братасюк | 12:31.25  |
| 72    | Дар'я Боднар      | 13:05.12  |
| 84    | Юлія Божко        | 13:25.18  |
| 98    | Оксана Рябова     | 14:29.43  |
| 102   | Наталія Гусиніна  | 14:47.45  |